# Плопени (Констанца)
Плопени (рум. Plopeni) насеље је у Румунији у округу Констанца у општини Кирнођени. Oпштина се налази на надморској висини од 72 m.

## Становништво
Према подацима из 2002. године у насељу је живело 1246 становника, од којих су сви румунске националности.